# Strana demokratické akce (Malta)
Strana demokratické akce byla maltská politická strana.

## Historie
Strana byla založena v roce 1947 a mělo jít o pokračovatele Maltské politické unie, politické strany z 20. let. V roce, kdy byla založena, kandidovala ve volbách a získala 4 křesla. V dalších volbách, v roce 1950, získala však pouze 1 křesla a brzy nato byla rozpuštěna.

## Ideologie
Strana byla seskupením vlastníků půdy a bohatých měšťanů, kteří se stavěli proti hospodářským reformám a podporovali ochranu zájmů katolické církve.

## Volební výsledky
| Volby | Počet křesel | Změna | Pozice     |
| ----- | ------------ | ----- | ---------- |
| 1947  | 4            | ▲ 4   | ▲ 3. místo |
| 1950  | 1            | ▼ 3   | ▼ 5. místo |